# Zona Franca (Barcelona)

Escudo de la Zona Franca de Barcelona.
En la actualidad el consorcio utiliza un logotipo como emblema ordinario.

La Zona Franca o Polígono Industrial de la Zona Franca, es una zona industrial y logística que se encuentra en el área administrativa Zona Franca - Port del distrito de Sants-Montjuic, en la ciudad de Barcelona. Limita con la autovía C-31, el barrio de La Marina del Prat Vermell, El Prat de Llobregat y Hospitalet de Llobregat. Se localiza en una situación privilegiada al encontrarse situada entre el Puerto y el Aeropuerto de Barcelona.
Las líneas L9 y L10 del Metro de Barcelona dan servicio a la Zona Franca y la conectan con el resto de Barcelona y su área metropolitana.

## Antecedentes históricos
El polígono industrial de la Zona Franca tiene su causa remota en un proyecto de puerto franco de principios del siglo XX. Ya en 1901 una comisión compuesta por representantes de Fomento del Trabajo Nacional, la Dirección General de Aduanas, la Diputación de Barcelona y la Junta de Obras del puerto, solicita al gobierno la creación de una zona franca, proponiendo ubicarla en el delta del Llobregat.
El 24 de octubre de 1916 se concede a Barcelona un depósito comercial franco, adjudicándose su administración al Consorcio de la Zona Franca. Provisionalmete se instala en el puerto de Barcelona a la espera de que se habilitara la zona definitiva en los terrenos que pertenecían al municipio de Hospitalet de Llobregat.
En 1920, por ley de 11 de mayo (Gaceta de Madrid, 12 de mayo) dichos terrenos (947 hectáreas) son declarados de utilidad pública y agregados al municipio de Barcelona. Al parecer, Barcelona abonó a Hospitalet 83.980 pesetas de la época.
Las expropiaciones de los terrenos, fundamentalmente dedicados a uso agrícola, se realizan entre 1927 y 1932, si bien muchos agricultores continúan como arrendatarios hasta 1963.
El Real Decreto-ley de 11 de junio de 1929, de bases de puertos, zonas y depósitos francos determina la concesión de una Zona Franca a Barcelona, administrada por un consorcio presidido por un comisario regio nombrado por el ministro de Hacienda.
La Zona Franca no llegó nunca a materializarse, y por Ley 102/1965 de 17 de julio, se destinaron los terrenos del puerto franco a la construcción del polígono industrial mayor de España, más de 800 ha, financiado por los créditos hipotecarios conseguidos por medio de las entidades bancarias, garantizadas por el valor de su patrimonio y ejecutado de conformidad con las normas urbanísticas en vigor. En el año 1970, se habían arrendado la totalidad de las parcelas en que se dividió el polígono, habida cuenta de los contratos que se otorgaban a las empresas, lo eran por un plazo de 50 años renovables y a precios asequibles para los arrendatarios. 
Los ingresos procedentes de la explotación del polígono facilitaron al Consorcio la realización de otras inversiones y proyectos que le han convertido en uno de los motores económicos más importantes de la economía catalana.

## Características principales
En la actualidad, el polígono de la Zona Franca tiene una superficie de 600 hectáreas, lo que representa el 6 % del suelo de la ciudad de Barcelona. Dispone de una red viaria de 26,5 km y 87 000 metros cuadrados de zonas verdes. Además del área industrial, existen diversas áreas logísticas y aduaneras, entre las que destaca el Parque Logístico de la Zona Franca con una extensión de 41 hectáreas. En la Zona Franca se encuentran instaladas más de 300 empresas.

## Industrias más importantes
Chery - Ebro Motors EV Ibérica, será una de las empresas más importantes que se localiza en el Polígono Industrial de la Zona Franca, ya que empleará a 500 personas de manera directa y a otros varios cientos, de manera indirecta ya que junto a ésta, también se ubicará un parque de proveedores "Just in Time".
La primera fábrica y línea de producción del fabricante de automóviles SEAT se inauguró en el año 1953 en la Zona Franca.  En la actualidad da empleo a 1.269 personas.
En el polígono industrial de la Zona Franca también se encuentra una de las tres plantas de Bruguer, empresa de pinturas perteneciente al grupo AkzoNobel.